# Het verschijnen van de Heilige Geest aan de Heilige Teresa van Avila
Het verschijnen van de Heilige Geest aan de Heilige T(h)eresa van Avila is een schilderij uit 1612-1614 van Peter Paul Rubens. Het bevindt zich in de collectie van Museum Boijmans Van Beuningen te Rotterdam.

## Voorstelling
Het paneel beschrijft een visioen dat de Heilige Teresa van Avila beschreef in haar autobiografie. Toen zij zich omstreeks 1569 op de vooravond van Pinksteren terugtrok om te bidden en te mediteren over de Heilige Geest, verscheen haar een duif van grote afmetingen met vleugels die schitterden als briljanten.
Theresa is afgebeeld met de handen in een gebaar van extase, vol eerbied neerknielend en opkijkend naar de Heilige Geest die haar verschijnt in de vorm van een duif. Ze draagt kledij van de Karmelieter orde.

## Inspiratie

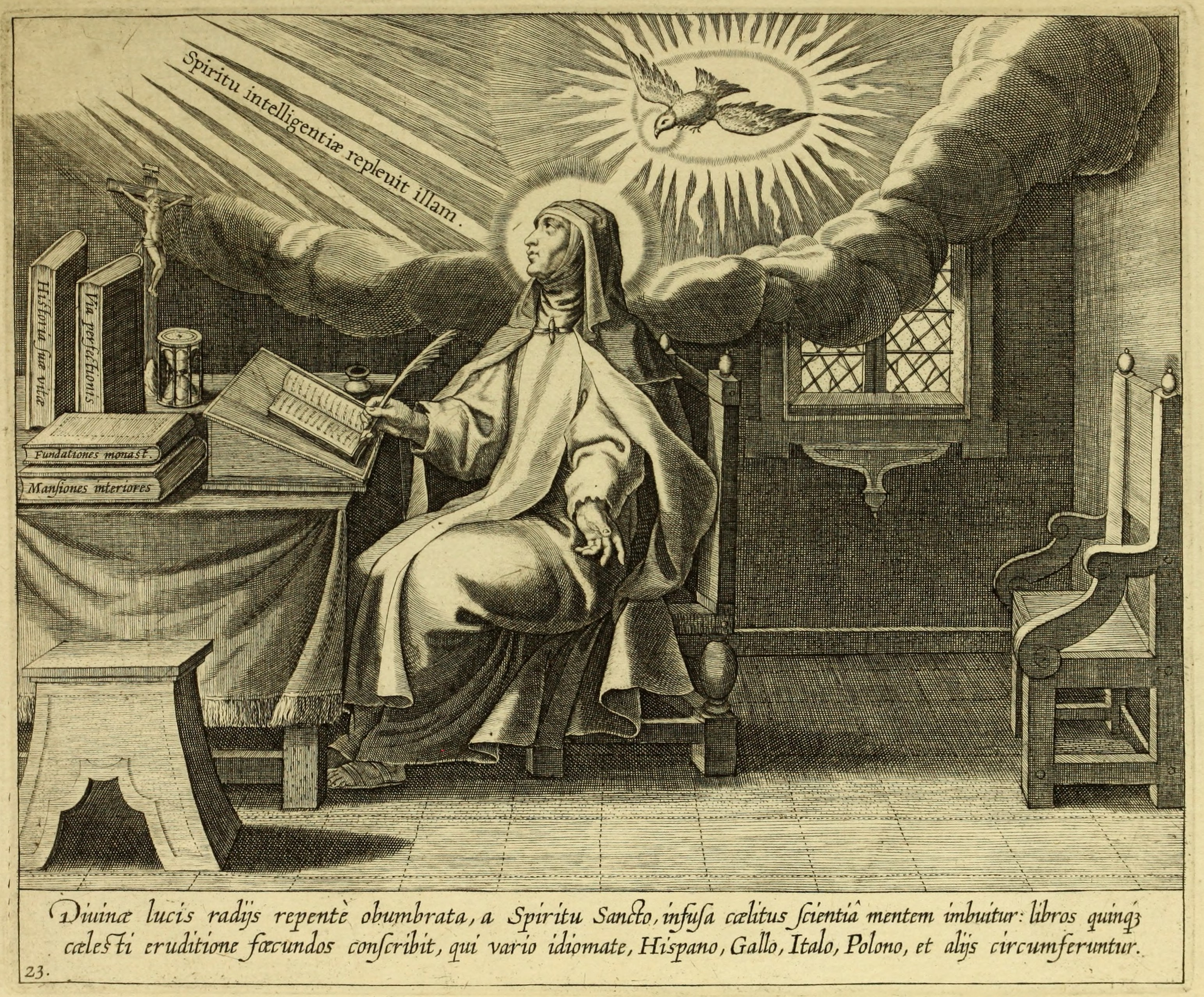
Gravure uit 1613 door Adriaen Collaert

Mogelijks inspireerde Rubens zich op een prent. Een gelijkaardig tafereel komt immers voor in het platenboek Vita B. Virginis Teresiae a Iesu, uitgegeven door Adriaen Collaert en Cornelis Galle I, op initiatief van de priorin van de ongeschoeide karmelietessen te Brussel.

## Herkomst van het schilderij
Het Rotterdamse paneel kan geïdentificeerd worden als een van de twee predellastukken die zich in de 18de eeuw bevonden onder het altaarstuk Christus verschijnt aan de H. Teresa in het klooster van de ongeschoeide karmelieten te Brussel. Ze werden door de paters weggeschonken aan de Brusselse schilder Nicolaas-Emmanuel de Pery, die ze nog in zijn bezit had omstreeks 1771, en uiteindelijk kwamen ze in de kunsthandel terecht.
De transfiguratie (1604-05) · Portret van de kunstenaar en zijn vrouw in een prieel van kamperfoelie (1609) · Kruisoprichting (1610) · Kruisafneming (1611) · De verrijzenis van Christus (1611-12) · De vier filosofen (1611-1612) · Het verschijnen van de Heilige Geest aan de Heilige Teresa van Avila (1612-14) · De ontdekking van Romulus en Remus (circa 1613) · De Rockoxtriptiek (1613-15) · De onthoofding van de heilige Catharina van Alexandrië (circa 1615) · Kruisafneming (1616-17) · Oude vrouw en jongen met kaarsen (1616-1617) · Medusa (ca. 1617) · Het aardse paradijs met de zondeval van Adam en Eva (ca. 1617) · De verloren zoon (1618) · De heilige Maria Magdalena in extase (1619-20)· De drie gratiën (1620-23) · Diana en haar nimfen maken zich klaar voor de jacht (1623-24) · Bekering van de H. Bavo (1623-24) · Heilige Rochus door Christus aangesteld tot patroon van de pestlijders (1623-26) · Aanbidding der Koningen (1624) · Portret van Matthaeus Yrsselius (circa 1624) · Tenhemelopneming van Maria (1625-26) · Portret van Anna van Oostenrijk (1625-26) · Angelica en de kluizenaar (1626-28) · De ontvoering van Europa (1628-29) · Laatste Avondmaal (1631-32) · Franciscus van Assisi ontvangt de stigmata (1633) · De roof van de Sabijnse maagden (1634-36) · Dans van dorpelingen en mythische figuren (1635) · Herfstlandschap met uitzicht op het Steen (1636) · De hond van Hercules ontdekt het purper (ca. 1636) · Saturnus verslindt een zoon (ca. 1636-37) · Het pelsken (ca. 1636-38)